# Quindina
Quindina is een geslacht van hooiwagens uit de familie Cranaidae.
De wetenschappelijke naam Quindina is voor het eerst geldig gepubliceerd door Roewer in 1914. 

## Soorten
Quindina omvat de volgende 2 soorten:
- Quindina bella
- Quindina bimaculata